# Tiberi Claudi Pompeià Quintià
|  | No s'ha de confondre amb Tiberi Claudi Pompeià. |

Tiberi Claudi Pompeià Quintià (en llatí Tiberius Claudius Pompeianus Quintianus) conegut com a Pompeià (Pompeianus), va ser un militar romà del segle ii. Era fill d'Ànnia Lucil·la i de Tiberi Claudi Pompeià.
Com a militar, segons Espartià, va servir sota Caracal·la i va dirigir les principals guerres del seu regnat. També diu que va ser elevat tres cops a la condició de cònsol, però el seu nom no és esmentat als Fasti. Va ser executat per ordre de l'emperador de manera que es va simular que havia estat objecte de l'atac d'uns lladres.